# Giải thưởng FIFA Fair Play

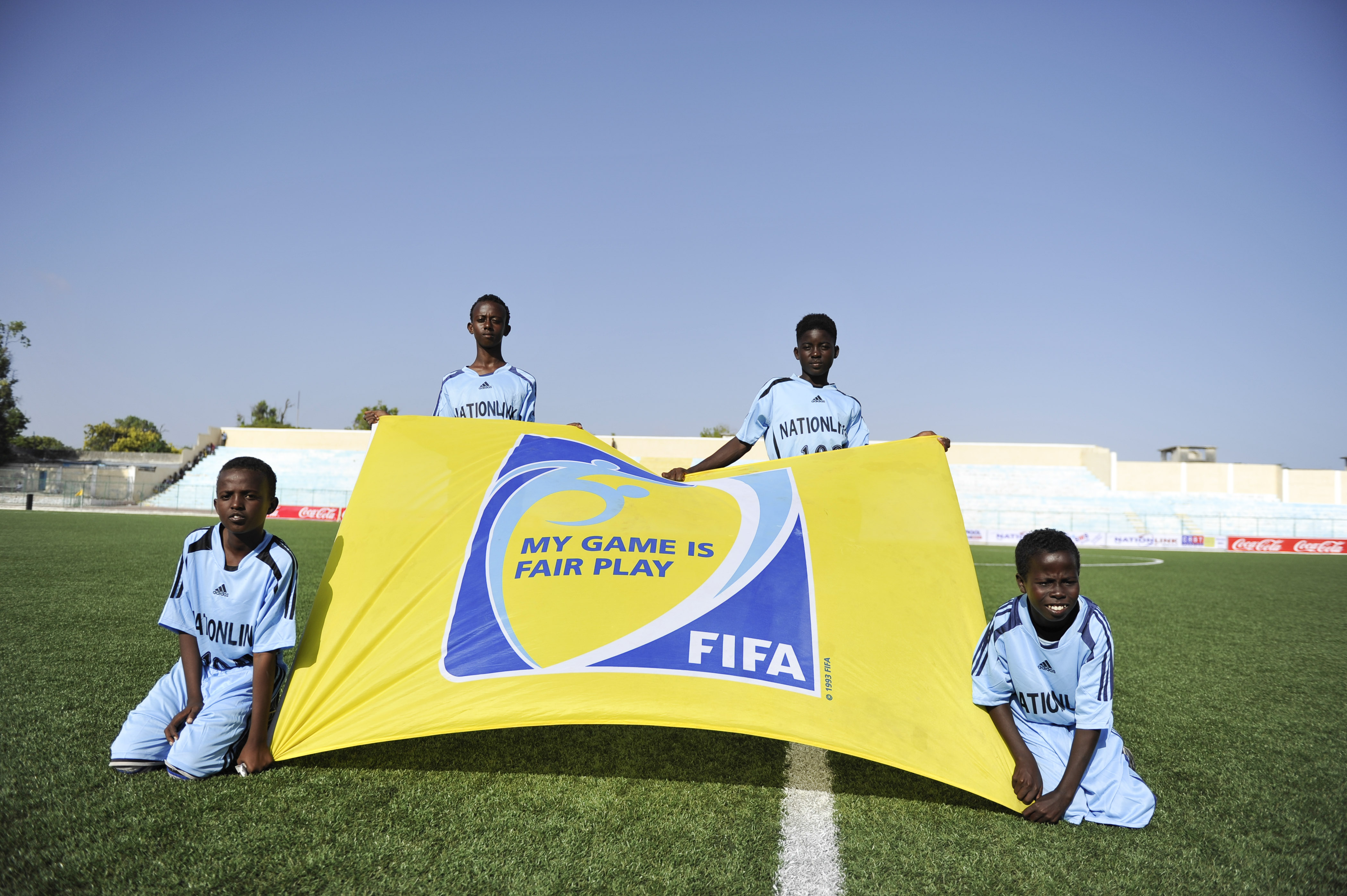
Những cậu bé nhặt bóng ở Somalia cầm biểu ngữ FIFA Fair Play.

Giải thưởng FIFA Fair Play là giải thưởng FIFA công nhận hành vi gương mẫu mà khuyến khích tinh thần fair play và nhân văn trong bóng đá trên khắp thế giới. Lần đầu giải được trao năm 1987, nó được trao cho cá nhân (bao gồm cả đã mất), các đội tuyển, cổ động viên, khán giả, liên đoàn/hiệp hội bóng đá và thậm chí toàn bộ cộng đồng bóng đá. Một hoặc nhiều giải thưởng được trao hàng năm, với việc có ít nhất một người nhận giải mỗi năm trừ năm 1994, khi không có giải thưởng được trao.

## Giành giải
Nguồn
| Năm  | Giành giải                                     | Lý do | Ghi chú |
| ---- | ---------------------------------------------- | --- | ------- |
| 1987 | Cổ động viên của Dundee United                 | Cư xử đẹp của người hâm mộ đối với đội chiến thắng IFK Göteborg tại chung kết UEFA Cup                                                                                    | [ 2 ]   |
| 1988 | Frank Ordenewitz                               | Tinh thần thể thao khi thừa nhận chơi bóng bằng tay trong một tình huống phạt đền ở trận đấu giữa 1. FC Köln và Werder Bremen.                                            | [b]     |
| 1988 | Khán giả của giải bóng đá Olympic Seoul 1988   | Các cổ động viên để lại ấn tượng lâu dài với cách cổ vũ của họ. |         |
| 1989 | Khán giả của Trinidad và Tobago                | Tinh thần thể thao mặc dù đội nhà để thua Hoa Kỳ trong trận chung kết Giải vô địch bóng đá CONCACAF 1989                                                                  |         |
| 1990 | Gary Lineker                                   | Sự nghiệp 15 năm cầu thủ chuyên nghiệp không nhận bất kỳ một chiếc thẻ vàng hay đỏ.                                                                                       |         |
| 1991 | Liên đoàn bóng đá Hoàng gia Tây Ban Nha        | Sự gương mẫu của chính phủ, truyền thông, trường học, các nghệ sĩ và các nhà tài trợ tham gia vào các hoạt động fair play.                                                |         |
| 1991 | Jorginho                                       | Có cư xử mẫu mẫu và sự nghiệp độc đáo cả trong và ngoài sân cỏ. |         |
| 1992 | Hiệp hội bóng đá Bỉ                            | Thúc đẩy fair play với chiến dịch "Football in Peace" và dự án viện trợ "Casa Hogar" ở Toluca, Mexico.                                                                    |         |
| 1993 | Nándor Hidegkuti                               | Tôn vinh hành vi mẫu mực khi còn là cầu thủ cũng như huấn luyện viên |         |
| 1993 | Liên đoàn bóng đá Zambia                       | Những nỗ lực tổ chức lại đội tuyển quốc gia sau thảm họa hàng không đội tuyển bóng đá quốc gia Zambia 1993.                                                               |         |
| 1994 | Không trao                                     | |         |
| 1995 | Jacques Glassmann                              | Thái độ can đảm trong trường hợp hối lộ giữa Valenciennes và Marseille.                                                                                                   |         |
| 1996 | George Weah                                    | Thể hiện tình yêu đích thực của mình trong các trận đấu và phát đi các thông điệp về Fair Play cho công chúng một cách rộng rãi nhất.                                     |         |
| 1997 | Cổ động viên Ireland                           | Hành xử mẫu mực, đặc biệt trong trận đấu vòng loại World Cup với Bỉ. | [l]     |
| 1997 | Jozef Zovinec                                  | 60 năm đá bóng nghiệp dư không nhận một chiếc thẻ vàng. | [l]     |
| 1997 | Julie Foudy                                    | Nỗ lực chống lại bóc lột sức lao động trẻ em, trở thành phụ nữ đầu tiên và cũng là người Mỹ đầu tiên giành giải thưởng.                                                   | [l]     |
| 1998 | Liên đoàn bóng đá Mỹ                           | Thể hiện tinh thần thể thao trong trận đấu tại World Cup, mặc dù có căng thẳng chính trị trong gần 20 năm.                                                                |         |
| 1998 | Liên đoàn bóng đá Iran                         | Thể hiện tinh thần thể thao trong trận đấu tại World Cup, mặc dù có căng thẳng chính trị trong gần 20 năm.                                                                |         |
| 1998 | Hiệp hội bóng đá Bắc Ireland của Bắc Ireland   | Nỗ lực hòa giải cộng đồng Công giáo và Tin Lành trong trận đấu tại Belfast giữa Cliftonville và Linfield                                                                  |         |
| 1999 | Cộng đồng bóng đá New Zealand                  | Nỗ lực góp phần tạo nên thành công rực rỡ của Giải vô địch bóng đá nữ U-17 thế giới 1999.                                                                                 |         |
| 2000 | Lucas Radebe                                   | Hoạt động trẻ em ở Nam Phi và đấu tranh chống phân biệt chủng tộc trong bóng đá.                                                                                          |         |
| 2001 | Paolo Di Canio                                 | Dùng tay khống chế lại bóng, khi thủ môn đối phương Paul Gerrard đang bị chấn thương trên sân.                                                                            |         |
| 2002 | Cộng đồng bóng đá Nhật Bản và Hàn Quốc         | Cho thấy tinh thần đoàn kết và thượng võ khi cùng nhau tổ chức World Cup 2002.                                                                                            |         |
| 2003 | Cổ động viên của Celtic                        | Cư xử mẫu mực trong trận chung kết UEFA 2003, mặc dù Celtic để thua 3–2 trong hiệp phụ trước Porto.                                                                       |         |
| 2004 | Liên đoàn bóng đá Brazil                       | Tổ chức "Trậnn đấu vì hòa bình" thi đấu giữa đội tuyển quốc gia Brazil và Haiti, khi vé được đổi bằng súng.                                                               |         |
| 2005 | Cộng đồng của Iquitos, Peru                    | Toàn tâm ủng hộ Giải vô địch bóng đá U-17 thế giới 2005, và góp phần vào bóng đá.                                                                                         |         |
| 2006 | Cổ động viên của World Cup 2006.               | Tinh thần fair play, tôn trọng lẫn nhau và tạo nên một không khí đặc biệt cả trong lẫn ngoài sân cỏ.                                                                      |         |
| 2007 | FC Barcelona                                   | Từ chối những hợp đồng tài trợ lớn trên áo đấu để gắn logo của UNICEF. | [ 4 ]   |
| 2008 | Liên đoàn bóng đá Thổ Nhĩ Kỳ                   | Nỗ lực tạo nên các cuộc đối thoại giữa hai nước mà không có bất kỳ mối quan hệ ngoại giao nào.                                                                            | [ 5 ]   |
| 2008 | Liên đoàn bóng đá Armenia                      | Nỗ lực tạo nên các cuộc đối thoại giữa hai nước mà không có bất kỳ mối quan hệ ngoại giao nào.                                                                            |         |
| 2009 | Bobby Robson                                   | Truy tặng giải thưởng vì tinh thần fair play trong cả sự nghiệp cầu thủ lẫn huấn luyện viên.                                                                              | [ 6 ]   |
| 2010 | Đội tuyển bóng đá nữ U-17 quốc gia Haiti       | Nỗ lực vực dậy sau động đất Haiti 2010. | [ 7 ]   |
| 2011 | Hiệp hội bóng đá Nhật Bản                      | Nỗ lực vực dậy sau động đất Nhật Bản 2011, khi giành chức vô địch Giải vô địch bóng đá nữ thế giới 2011.                                                                  |         |
| 2012 | Liên đoàn bóng đá Uzbekistan                   | Thể hiện tinh thần fair play, cạnh tranh không loại bỏ lẫn nhau mà bổ sung cho nhau.                                                                                      |         |
| 2013 | Liên đoàn bóng đá Afghanistan                  | Tinh thần đoàn kết trong bóng đá chống lại sự bất hòa sau hậu quả của chiến tranh, rối loạn và xung đột.                                                                  | [ 8 ]   |
| 2014 | Các tình nguyện viên FIFA World Cup 2014       | Cho những việc họ đã làm, hỗ trợ không biết mệt mỏi, sự nhiệt tình và niềm đam mê cho các trận đấu.                                                                       |         |
| 2015 | Tất cả các tổ chức bóng đá hỗ trợ người tị nạn | Các hoạt động để hỗ trợ người tị nạn trong các cuộc xung đột. Gerald Asamoah thay mặt nhận giải thưởng - người đã vận động phúc lợi cho người tị nạn.                     |         |
| 2016 | Atlético Nacional                              | Yêu cầu CONMEBOL trao tặng Chapecoense với danh hiệu Copa Sudamericana 2016 sau vụ tai nạn Chuyến bay 2933 của LaMia.                                                     |         |
| 2017 | Francis Koné                                   | Cứu mạng đối thủ bằng cách sơ cứu trên sân sau khi va chạm. |         |
| 2018 | Lennart Thy                                    | Bỏ lỡ một trận đấu Eredivisie cho VVV Venlo với PSV Eindhoven để hiến máu cho một người nhận trong nhu cầu khẩn cấp của các tế bào gốc phù hợp để điều trị bệnh bạch cầu. |         |